# X-Press Feeders Group
Das Containerzubringerunternehmen Sea Consortium Pte. Ltd. ist das weltweit größte Transportunternehmen seiner Art. Es tritt nach außen unter der Marke X-Press Feeders Group auf.

## Beschreibung
Das Unternehmen wurde am 17. Januar 1972 von Chris Hartnoll in Singapur gegründet. Der Hauptsitz ist bis heute Singapur, weitere Büros sind in Dubai, Mumbai, Hamburg, Barcelona und Panama. X-Press Feeders bietet ausschließlich Container-Feederdienste für andere Reedereien an. Die Dienste des Unternehmens werden mit über 100 Containerschiffen bis zur Postpanamax-Größe, davon 25 reedereieigene, durchgeführt. Tochterunternehmen sind unter anderem X-Press Container Line (UK) Ltd. und X-Press Feeders Egypt.
Am 9. November 2015 wurde das schwedische Containerunternehmen Transatlantic AB übernommen. 2016 zählte das Unternehmen erstmals zu den 20 größten Containerschiffsreedereien.

## Zwischenfälle
Das Containerschiff X-Press Pearl vom Typ Super Eco 2700 geriet im Mai 2021 im Indischen Ozean vor Sri Lanka in Brand und sank am 2. Juni 2021, wobei schwere Umweltschäden verursacht wurden, unter anderem durch geladene Chemikalien und Mikroplastik.